# Acanthogorgia ceylonensis
Acanthogorgia ceylonensis är en korallart som beskrevs av Thomson och Henderson 1905. Acanthogorgia ceylonensis ingår i släktet Acanthogorgia och familjen Acanthogorgiidae. Inga underarter finns listade i Catalogue of Life.